# ハナツアー
ハナツアー（朝: 하나투어、英: HANATOUR）は、韓国の大手旅行会社である。

## ハナツアー本社概要
- 社名　株式会社ハナツアー
- 設立　1993年11月1日
- 代表取締役　権 喜錫
- 資本金　58億800万ウォン
- 従業員　1792名（2007年1月現在）
- 所在地　ソウル特別市鐘路区公平洞1番地

## 日本法人
韓国の旅行会社の日本法人である。

### 会社概要
- 社名　株式会社HANATOUR JAPAN
- 設立　2005年9月1日
- 代表取締役　李 炳燦
- 資本金　10億2,200万円
- 従業員　70名
- 所在地　東京都新宿区新宿2-3-15 大橋御苑ビル4階
- 観光庁長官登録旅行業　第1773号

### 沿革
- 2005年9月　設立
- 2006年9月　九州連絡事務所設立
- 2007年4月　IATA公認代理店となる
- 2008年4月　北海道連絡事務所設立
- 2010年　10月　羽田国際線ターミナルミーティングサービスカウンター設立